# Phialella turrita
Phialella turrita är en nässeldjursart som först beskrevs av Walter Douglas Hincks 1868.  Phialella turrita ingår i släktet Phialella och familjen Phialellidae. Inga underarter finns listade i Catalogue of Life.